# Krueng Seukeuk
Krueng Seukeuk is een bestuurslaag in het regentschap Pidie van de provincie Atjeh, Indonesië. Krueng Seukeuk telt 825 inwoners (volkstelling 2010).